# Chris Boven
Christiaan Frederik Boven (Zwolle, 17 januari 1922 - Ede, 5 juni 1966) was een Nederlandse verzetsstrijder in de Tweede Wereldoorlog. Hij was voornamelijk actief voor de Landelijke Organisatie voor Hulp aan Onderduikers in Gelderland en Overijssel. In augustus 1944 werd hij opgepakt en bracht de rest van de oorlog door in Duitse concentratiekampen.

## Levensloop
Boven groeide op in Groningen. Via Kornelis Kraal kwam hij in aanraking met het verzetswerk. Kraal werkte in Meppel en was actief voor de organisatie van ouderling Van Zanten, het pseudoniem van dominee Frits Slomp die aan de basis stond van de Landelijke Organisatie voor Hulp aan Onderduikers (LO). Boven kwam in Groningen in contact met zeven jongemannen waarmee hij aan de basis stond van de plaatselijke LO-afdeling. Via Chris Boven raakte zijn oudere broer Evert geïnteresseerd in het LO-werk.
Rond maart 1943 moest Boven onderduiken om te ontkomen aan de arbeitseinsatz in Duitsland. Hij vond een schuilplek bij zijn oom Eef Zwarts, die het hersteloord Hemeldal in Oosterbeek bewoonde. Zijn broer Evert zat daar toen al ondergedoken. Vanaf oktober 1943 was Evert Boven provinciaal leider van de LO in Gelderland en Overijssel. De broers Boven zorgden er voor dat er over de hele provincie Gelderland en in Twente LO-afdelingen werden opgericht. Zij waren verantwoordelijk voor de aanvragen van bonkaarten, valse papieren, persoonsbewijzen, financiële samenwerking en de grote beleidslijnen. In juli 1944 werd het aantal onderduikers in hun gebied geschat op achttien- tot twintigduizend, die allemaal verzorgd moesten worden.
Op 11 mei 1944 was Boven betrokken bij de overval op de Koepelgevangenis in Arnhem, waarbij Frits Slomp werd bevrijd. Slomp was kort daarvoor gevangen genomen, maar nog niet herkend door zijn ondervragers. Door de overval kreeg de Sicherheitsdienst meer aandacht voor het verzet in Arnhem en omgeving. Via een onderduiker die in Friesland werd gepakt kregen ze Hemeldal in het vizier. Er volgde daar een inval, maar de broers Boven waren afwezig. Hun oom Eef Zwarts had toevlucht gezocht bij een buurman, maar werd als gevolg van verraad alsnog gepakt. Zwarts werd kort daarop alsnog bevrijd. Boven had overigens geen betrokkenheid bij deze actie.
Boven zelf werd 9 augustus 1944 in Utrecht gearresteerd. Hij verving een andere koerierster tijdens een vergadering van de koerierscentrale. De Sicherheitsdienst was door het verraad van Miep Oranje op de hoogte van de vergadering. Bij aankomst werd Boven direct gearresteerd. Na een week biechtte hij op waar Evert Boven zat ondergedoken, in de veronderstelling dat deze inmiddels veilig elders zat. De boerderij in Heelsum waar Evert Boven zat beschikte over een goed verborgen schuilplek waardoor deze zich veilig waande. Hij werd aangehouden en overleed in een Duits concentratiekamp.
Chris Boven werd via Kamp Vught op transport gezet naar Sachsenhausen, waar hij op 23 april 1945 de bevrijding door de Russen meemaakte. Door de geleden ontberingen was zijn gestel dermate ondermijnd dat hij daar nooit echt van herstelde. Boven overleed op 44-jarige leeftijd.

## Persoonlijk
Boven trouwde met Wilhelmina Kleefsma (1917-2007), met wie hij vijf kinderen kreeg. Boven was lid van het GPV.